# Winnertzia diversicornis
Winnertzia diversicornis är en tvåvingeart som beskrevs av Boris Mamaev 2006. Winnertzia diversicornis ingår i släktet Winnertzia och familjen gallmyggor. Inga underarter finns listade i Catalogue of Life.